# Michael Minsky
Michael (Gregory) Minsky (en ruso: Михаил (Григорий) Минский), nacido como Michael Spirin (Spiridonov) (en ruso: Михаил Спирин (Спиридонов) (Bagajevo (Tatarstan), 12 de agosto de 1918 – Zwolle, 9 de octubre de 1988), también conocido como Mino Minzer y en Ucranía como Myhailo Minsky, fue un cantante ruso. Se le considera uno de los grandes intérpretes de la canción rusa y ucraniana y fue solista y director del coro de los cosacos del Don Dir.Serge Jaroff. 

## La época rusa
Desde una edad tamprana, Michael Minsky se interesó por la música y cultura, y tocó el bajaan. En 1935 se fue a la Rabfak (facultad de trabajadores) y estudió después Geología en la Universidad de Kazan. Se hizo miembro del coro académico en 1941, y fue elegido por Maria Vladimirovna Vladimirova para ir al conservatorio en Moscú. Ella auguró que Minsky triumfaría en la ópera y dijo: “Deja que me lleve a este Onegin a Moscú, quiero estudiar con él”.

## La Segunda Guerra Mundial
El 22 de junio de 1941 la Alemania Nazi atacó a la Unión Soviética. El 2 de agosto de 1942 Michel Minsky fue llamado para ingresar en el ejército. Tuvo que seguir un curso en Saratov. Al poco tiempo cayó prisionero de guerra y permaneció 33 meses en la línea del frente donde tuvo que hacer trabajos forzados. Su jefe resultó ser un cantante del Coro de los Cosacos del Don de Platoff. Este le habló sobre el Coro de los Cosacos del Don Dir. Serge Jaroff.

## Campos
De 1945 a 1948 Michael Minsky permaneció en distintos campos de refugiados. El 3 de noviembre de 1945 se formó un coro internaciona trembita en Bad Herschfeld, bajo el liderazgo del professor Tsependa. Este coro dio muchos conciertos en otros campos, entre otros el de 1946 en Ingolstadt y el 15 de noviembre de 1948 en Bad Kissinger. Minsky se mudó al campo Karlsfeld. En este campo se ralizaban muchas actividades culturales, y cuando el campo se cerró, los refugiados se repartieron entre los campos Berchtesgaden y Millenwald.
En 1946 Minsky tuvo contacto con el famoso Coro Bandurista Ucraniano Taras Sjevchenko en Regensburg, donde permanecía por entonces. 

## Estados Unidos, la época ucraniana
Michael Minsky fue invitado a ir a los Estados Unidos con el Coro Bandurista. Llegó el 5 de mayo de 1949 y en ese mismo año fue invitado a la Casa Blanca. Minsky llegó a Nueva York donde estudió con una beca. Allí cantó ópera y opereta en varias ocasiones, como en la del 2 de octubre de 1949 en el Auidotrio de Mansonic. En 1953 debutó en Carnegie Hall y en 1954 cantó en Aida, en Philadelphia. Durante este periodo tomó parte activa en la comunidad ucraniana. Actuó en todas las ciudades grandes de Estados Unidos y Canadá con un grupo ucraniano. En 1950 se grabó su primer disco al que le siguieron 20 más, hasta 1962, con famosos compositores ucranianos de la diáspora, tales como Mykola Fomenko, Ihor Sonevytsky, W. Hrudyn, Prof J.B. Rudnyskyj, W. Havrylenko en Stephan Hanushewsky. También actuó como solista con el Coro Bandurista y trabajó con Ivan Zadorozny, Volodymyr Bozyk y Hryhory Kytasty. El 21 de febrero de 1953 Michael Minsky obtuvo la nacionalidad norteamericana y se cambió su nombre de Spirin por el de Minsky. La comunidad ucraniana organizó en 1953 un concierto gala en honor a su 50 cumpleaños. En ese mismo año hizo una gira de conciertos por distintos centros ucranianos en Inglaterra. 

## Banduristas
En 1958 hizo una gira por Canadá y Estados Unidos con un quinteto de banduristas para promocionar el Coro Bandurista. El 18 de noviembre de 1958 actuó con el Coro Bandurista en el Auditorio de Ámsterdam durante una gira por Europa (Inglaterra, Suiza, Dinamarca y los Países Bajos). En ese momento residía en Detroit. Desde principios de 1946 hata 1984 cantó como solista en este coro.
En 1959 obtuvo una beca para estudiar en Roma y fue recibido por el Papa.

## Coros cosacos
A principios de los años sesenta Michael Minsky cantó con el Coro de los Cosacos del Mar Negro y actuó de intérprete invitado en el restaurante y club de noche “Rodina”, en Hamburgo (1962, 1963 y 1964). Después de que el “Rodina” cerrara sus puertas el 31 de marzo de 1966, Minsky actuó en el “Dacha”, también en Hamburgo, de 1966 hasta 1968. De nuevo estudió con una beca en Nueva Orleans y allí cantó en la ópera Pagliacci. A principios de 1963 cantó cobn la compañía de ópera estadounidense La Scala (The Philadelphia La Scala Opera Company) en Philadelphia. Del 1 de septiembre de 1963 hasta el 3 de agosto de 1964 cantó en la ópera de Gelsekirchen. Aunque desde 1964 tenía contacto con el Coro de los Cosacos del Don Dir. Serge Jaroff y con su director, no fue hasta el otoño de 1964 que Minsky actuó por primera vez junto a Luzern con el coro de Serge Jaroff.
Hasta la primavera de 1979 siguió actuando junto con Jaroff. 
El 22 de abril de 1966 volvió a dar un concierto en el Auditorio Mansonic. En ese mismo periodo actuó en el Friends Academy con Ludmilla Azova. Durante esa época Michael Minsky permaneció casi siempre en Europa.

## Australia
En 1972 y 1984 hizo una gira por Australia promocionado por las “United Ukranian Organisations”. También produjo una serie discos de gramófono con la Orquesta Sinfónica de Viena dirigida por Andrij Hnatyshyn, W.Havrylenko y Hermann Kropatschek. En 1978 se mudó definitivamente a Los Países Bajos. 

## Países Bajos
El 7 de enero de 1980 Michael Minsky fundó en la ciudad de Zwolle (Países Bajos) el coro mixto llamado Coro Eslavo de Zwolle. Al cabo de varios meses, este coro dio su primer gran concierto que fue emitido varias veces en televisión. Debido al éxito que tuvo, fue invitado como director del coro amateur Coro de los Cosacos Urales de La Haya (1982-1984).
De 1984 hasta 1988 fue el líder musical del Coro de los Cosacos Urales en Alemania. Más tarde viajaría para dar conciertos con los Cosacos de Volga. En otoño de 1984 fundó un coro de cosacos amateur en Rijswijk (Países Bajos﴿, que según su autobiografía, no fue lo que él buscaba. Entonces recibió una invitación de Otto Hofner (representante y amigo de Serge Jaroff), para volver a formar el Coro de Cosacos original con Nicolai Gedda como solista, satisfaciendo así los deseos de Jaroff. Minsky no dudó ni un instante en aceptar dicha invitación y en 1986 dirigió una gira de conciertos por los grandes escenarios de Alemania. Bajo la negativa de Nicolai Gedda de cantar a diario, y al caer Minsky enfermo, Otto Hofner abandonó la gira. 

## Milenio
El 10 de mayo de 1988, Minsky recibió un premio de manos de Willem Bartjes. Loopstra, alcalde de la ciudad de Zwolle, por haber dado a conocer mundialmente esa ciudad. 
El tiempo restante hasta su muerte lo dedicó a organizar la celebración holandesa del milenio de la iglesia ortodoxa rusa.
Esta celebración nacional tuvo lugar en Zwolle, el 30 de septiembre de 1988 en presencia de altos mandatarios de la iglesia y de la reina Beatriz de los Países Bajos. Michael Minsky murió nueve días más tarde. 